# Barrado
Barrado (extremadurai nyelven Barrau) település Spanyolországban, Cáceres tartományban. Barrado Casas del Castañar, Cabrero, Piornal, Arroyomolinos de la Vera és Gargüera de la Vera községekkel határos. Lakosainak száma 382 fő (2024).

## Népesség
A település népessége az elmúlt években az alábbi módon változott:
| Lakosok száma | 514  | 517  | 495  | 477  | 458  | 436  | 428  | 401  | 363  | 382  |
|               | 2001 | 2004 | 2006 | 2009 | 2011 | 2014 | 2016 | 2019 | 2021 | 2024 |